# Al-Mansur Ali
Al-Mansur Ali, död 1259, var en egyptisk regent. Han var sultan i mamlukdynastins Egypten mellan 1257 och 1259.